# Гуйчжоу
Гуйчжоу (кит. трад. 貴州, спр. 贵州, піньїнь: Guìzhōu, акад. Гуйчжоу) — провінція на півдні Китаю. Столиця і найбільше місто — Ґуйян. Населення 39,04 млн чоловік (15-е місце серед провінцій; дані 2004 р.)

## Географія
Площа провінції — 176,1 тис. км²; (16-е місце). На півночі межує з провінцією Сичуань і містом спеціального підпорядкування Чунцін, на заході — з провінцією Юньнань, на півдні — з Гуансі-Чжуанським автономним районом, а на сході — з провінцією Хунань.
Рельєф в основному гористий, але схід і південь відносно рівнинні. Провінція розташована на сході Юньнань-Гуйчжоуського плато, яке знаходиться на південному заході Китаю. Середня висота над рівнем моря становить 1000 метрів. Клімат вологий субтропічний. Середньорічна температура — 14-16°, січнева, — 1-10°, липнева, — 17-28°.

## Адміністративно-територіальний поділ
Відносно адміністративно-територіального поділу провінція має поділ на 6 міських округів та 3 автономних.
| Карта                | #                       | Назва        | Назва ієрогліфами                   | Назва на піньінь |
| -------------------- | ----------------------- | ------------ | ----------------------------------- | ---------------- |
|                      | Міські округи           |              |                                     |                  |
| 1                    | Біцзе                   | 毕节市       | Bìjié Shì                           |                  |
| 2                    | Цзуньї                  | 遵义市       | Zūnyì Shì                           |                  |
| 3                    | Тунжень                 | 铜仁市       | Tóngrén Shì                         |                  |
| 4                    | Люпаньшуй               | 六盘水市     | Liùpánshuǐ Shì                      |                  |
| 5                    | Аньшунь                 | 安顺市       | Ānshùn Shì                          |                  |
| 6                    | Гуйян                   | 贵阳市       | Guìyáng Shì                         |                  |
| Автономні префектури |                         |              |                                     |                  |
| 7                    | Цяньсінань-Буї-Мяоська  | 黔西南自治州 | Qiánxīnán Bùyīzú Miáozú Zìzhìzhōu   |                  |
| 8                    | Цяньнань-Буї-Мяоська    | 黔南自治州   | Qiánnán Bùyīzú Miáozú Zìzhìzhōu     |                  |
| 9                    | Цяньдуннань-Мяо-Дунська | 黔东南自治州 | Qiándōngnán Miáozú Dòngzú Zìzhìzhōu |                  |